# Sexe heterogamètic

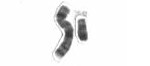
Cromosomes humans XY després de sotmetre'ls a la tècnica de visualització del bandatge G

El sexe heterogamètic (sexe digamètic) es refereix al sexe d'una espècie en què els cromosomes sexuals no són el mateix. Per exemple, en humans, els mascles, amb un cromosoma X i un cromosoma Y, se'ls anomena com a sexe heterogamètic, i les femelles que tenen dos cromosomes sexuals X es denominen sexe homogamètic.
Tanmateix, en els ocells i alguns rèptils, els mascles tenen dos cromosomes sexuals Z, i són per tant el sexe homogamètic, mentre que les femelles, amb un cromosoma Z i un W, són el sexe heterogamètic. Entre els insectes, els lepidòpters (papallones i arnes) tenen femelles heterogamètiques, però a Drosophila, els mascles són el sexe heterogamètic.
L'heterogàmesi pot provocar una recombinació meiòtica reduïda o absent entre els cromosomes sexuals, i en algunes espècies això s'estén als autosomes, un fenomen anomenat aquiàsmia. Per exemple, la majoria dels llinatges de les mosques masculines de Drosophila melanogaster són aquiasmàtiques, mancades de recombinació en tots els cromosomes, encara que les femelles mostren recombinació.

## Casos més complexos d'heterogamesi
Els mascles d'ornitorrinc són heterogamètics mentre que les femelles són homogamètiques.
Però el tipus d'heterogamesi del mascle consisteix en 5 cromosomes X diferents, el sistema és més complex. El 2004, investigadors de la Universitat Nacional d'Austràlia descobriren que l'ornitorrinc té deu cromosomes sexuals, en contrast amb els dos (XY) de la majoria d'altres mamífers (per exemple, un ornitorrinc mascle sempre serà XYXYXYXYXY). Tot i que se'ls dona la designació XY dels mamífers, els cromosomes sexuals de l'ornitorrinc són més similars als cromosomes sexuals ZZ/ZW dels ocells.
Encara hi ha espècies on el sexe heterogamètic té un cromosoma sexual únic. Dona dos tipus de gàmetes, un amb el cromosoma X, que tindrà com a resultat sexe homogamètic (XX), i l'altre sense aquest cromosoma sexual (que es denota per un zero), que tindrà com a resultat sexe heterogamètic (X0).